# 耶律楚材

武夷山茶博園にある耶律楚材像

耶律 楚材（やりつ そざい、明昌元年6月20日（1190年7月24日） - ドレゲネ称制3年5月14日（1244年6月20日））は、初期のモンゴル帝国に仕えた官僚。字は晋卿。禅に深く帰依し、湛然居士と号した。モンゴル名はウルツ・サハリ、またはウト・サカル（「髭の長い人」の意）。

## 諱
一般に「楚材」という諱で知られるが、二人の兄の諱が「弁才」「善才」であること、耶律楚材と同時代の文人である元好問が一貫して「楚才」と表記していることなどから、本来の諱は「楚才」ではないかとする説がある。特に、息子の耶律鋳が元好問に依頼した文書でも「楚才」と記される（＝耶律鏞の承認を得ている）こと、蘇天爵が『元文類』で「楚材」命名伝説を収録する一方で「楚才」表記も残していることなどは、「楚才」が本来の諱であった強力な傍証となる。
そもそも「楚材」という諱は『春秋左氏伝』にある熟語の「楚材晋用」（楚の人材を晋で用いる意味）に基づいて耶律履が命名したものであると「中書令耶律公神道碑」に明記されるが、この熟語は「祖国を離れて異国で活躍する者」を意味し、悪く解釈すれば「祖国の裏切者」をも連想させかねない名前である。モンゴル史研究者の杉山正明は、耶律楚材はどこかの段階で「楚才」という名前に不都合を感じて「楚材」という表記を用いるようになり、「晋卿」という字とセットで「生まれた時から楚（＝金朝）を離れて晋（＝モンゴル帝国）に仕えることが運命づけられていた」という来歴を自称するようになったのだろう、と推測している。

## 略歴

### 生涯
耶律楚材は遼（契丹）の太祖耶律阿保機の長男である東丹国の懐王（義宗・譲国皇帝）耶律突欲の次男の耶律婁国の七世の孫で、遼の宗族出身である。出自は契丹人であるが、代々中国の文化に親しんで漢化した家系である。遼の滅亡後は金に官僚として仕え、祖父は耶律聿魯で、父の耶律履は金制においては宰相級の重職である尚書右丞に昇った。楚材は父が高齢になり、三男（末子）として生まれた子で、3歳の時に父が61歳で死んだため漢人である生母の楊氏に厳しく育てられた。また、異母兄の耶律弁才・耶律善才は楚材よりも20歳も年が離れており、楚材は生母と共に兄たちから養われたようであるが、楚材は兄たちとの関係について全く記録に残していない。
成人すると宰相の子であるために科挙を免ぜられ、代替の試験を首席で通過して尚書省の下級官僚に任官した。モンゴル帝国が金に侵攻したときは首都の中都（現在の北京）で左右司員外郎を務めていたが、1214年に中都が陥落したときにモンゴル軍の占領下に入った。楚材は家柄がよく長身長髭で態度が堂々としており、天文と卜占に通じていたためチンギス・カンの目に止まり、召し出されてチンギス・カンの側近くに仕えることになった。1219年からの中央アジア遠征でもチンギスの本隊に随行してもっぱらカン側近の占星術師として働き、後にそのときの体験と詩作を『西遊録』に残した。
チンギスの死後に後継者を巡ってクリルタイが紛糾すると、チンギスの遺志を尊重してオゴデイを立てることを説き、オゴデイの即位に大きく貢献したとされる。ただし、モンゴル貴族ではない楚材がクリルタイに出席して発言権をもったとするには無理があり、この話は中国で書かれた史料にしか伝わっていないことから、この逸話は疑わしいと指摘されている。
オゴデイが即位すると、新ハーンにも漢語担当の書記官（ビチクチ）として仕え、漢文史料上で中書省と呼ばれた書記機構の幹部となり、旧金朝領華北（＝ヒタイ地方）の統治に携わった。楚材は、あるモンゴル軍人が、華北の大平原を無人にすれば遊牧に適した土地になるから捕虜とした中国人を皆殺しにしようと進言したのを押しとめ、捕虜たちを「万戸」と呼ばれる集団に分けて3つの万戸を置き、各万戸ごとに農民・職人など職業によって大別した戸籍をつくって、戸単位に課税する中国式税制を導入させた。新税制の導入によりモンゴル帝国は定住民からの安定して高い税収を得ることができるようになり、オゴデイはこれに感嘆して楚材を賞賛したという。
1234年にモンゴルが金を最終的に滅ぼし北中国を併合した後には、中国式に全土をハーンの直轄領にするために、モンゴル貴族に征服した領土を分与することに反対したが、これは黙殺された。また、儒学を家業とする家を「儒戸」に指定する制度を考案し、税を軽減するかわりに儒教の学問と祭祀を行わせ、実務官僚層の供給源とした。オゴデイは中国の歴代王朝にならって孔子の子孫を保護するが、これも楚材の進言によるとされる。
しかしオゴデイの晩年には、西アジア式に人を単位として課税する人頭税制度を中国に導入することを説く中央アジア出身のムスリム（イスラム教徒）財務官僚層が台頭して中国行政について干渉するようになり、伝統的な中国式統治システムを維持しようとする楚材らの派と対立した。結局、西アジアの財務官僚に任せる方が単純に収入を確保しやすいことからモンゴル人は彼らを重用するようになり、楚材らは信任を失っていった。
1241年にオゴデイが没した後はほとんど発言力をもたず、その3年後失意のうちに没した。楚材は清貧の美徳を守ったので、その遺産は琴と書物が残るばかりであったという。詩作をよくし、詩集に『湛然居士集』がある。
梁氏が産んだ長男の耶律鉉が30前後で早世したために、鄭氏（蘇氏の説あり）が産んだ末子の耶律鋳が跡を継いだ。後に耶律鋳は嫡子の耶律希亮と共にクビライに仕えて中書左丞相に累進したため楚材は再評価され、太師・上柱国を贈られ、広寧王に追封されて文正と諡された。

## モンゴル帝国の宰相か単なる上級官僚か否かを巡る議論

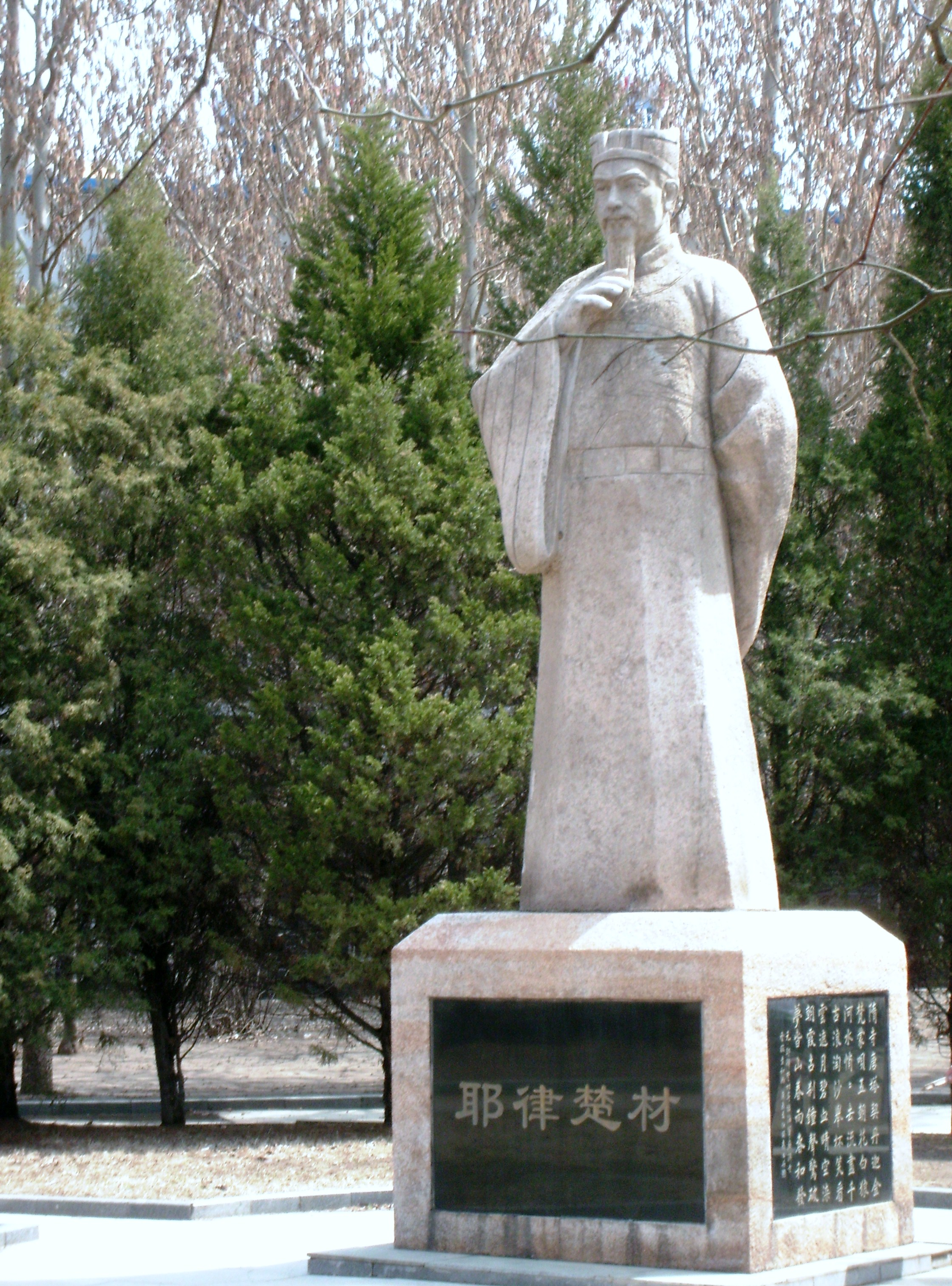
錦州古塔公園の耶律楚材像

耶律楚材は中国や日本において、古来非常に高く評価されている。これは、モンゴル帝国の最初期において、いまだ国家の体制も定まっていない遊牧民の連合政権であったモンゴル帝国に中国の文人官僚を代表して仕え、中国統治の実務担当者として活動したと伝統的にみなされていたからである。中華民国期に編纂された『新元史』耶律楚材伝では、
と、民衆を救ったモンゴル帝国の宰相で聖人であったと褒め称えている。
しかし、さらに進んで耶律楚材はチンギスの最も信頼できるブレーンであったとか、オゴデイの時代に大ハーンを補佐し、モンゴル帝国の拡大を支えた宰相であったとされているのには相当な問題がある。これに関しては前田直典が戦後すぐに考証を行っており、楚材自身の残した文章では常に中書侍郎と称して中書令と称していないこと、楚材ら書記官僚はモンゴル語で「ビチクチ」と呼ばれていたことを早くより指摘していた。また、前田の研究を受けた田村実造・牧野修二・四日市康博らによって初期モンゴル帝国における官僚集団（ビチクチやジャルグチ）の実態と発展過程が研究され、シギ・クトクやエルジギデイらモンゴル人のイェケ・ジャルグチ（「大ジャルグチ」）がこれら官僚集団を統べていたことが明らかになった。
要するに耶律楚材は、太宗オゴデイの時に設けられた中国占領地の官僚集団の「ビチクチ」という書記官に過ぎず、モンゴル帝国の皇帝に次ぐ総責任者とは言えなかった。またこの頃のモンゴル帝国には官職がほとんどなく、漢人官僚はそれらしい官職名を勝手に名乗っていた。このことはそれを目撃した南宋の使節団の記録『黒韃事略』でも、「相」のトップをエルジギデイとし、それに次ぐ耶律楚材やチンカイが中書相公（中書省次官）を自称していると述べた上で、「モンゴルには『相』という肩書きはない。ただ『ビチクチ』というだけだ。『ビチクチ』というのは、漢語の令史にあたる。文書の発給を担当させるだけである」と述べているとおりである。
この点について、杉山正明は楚材自身は「領中書（中書の取り締まり）」としか自称していないが、歴代中国王朝の宰相であるかのように漢人に対して誘導・演技した結果、「中書令（＝宰相）」と他称されるようになったのだと推定する。なお、牧野修二は楚材の肩書きである「中書侍郎」が「中書相公」と呼ばれたケースを挙げつつも、当時の「相公」は「宰相」とイコールでなく（むしろ宰相は国公と呼ばれた）、「相公」は「宰相・執政」を幅広く指す敬称であったと指摘する。ただし、『元史』などによればモンゴル帝国のトップについては口出しできないものの、中国の統治についてはかなりの発言権が認められており、「賢能を選んで参佐とした」とあることから、ある程度の属僚も有していたようである。
ところが、クビライ・カアンの治世に入ってモンゴル帝国草創期の記録をまとめた際、耶律楚材の自称である「中書相公」を宰相職と誤認した記録ができてしまい、この時期には官制が整備されて「中書省」という役所が完成していたため、耶律楚材が中書省の初代トップであったという誤解が生じた。それが正史『元史』に取り入れられてしまったため、事実と異なり耶律楚材がモンゴル帝国全体の宰相であるかのように思われるに至ったのであった。
このように耶律楚材の活躍は中国本土にとどまっていた。このため、チンギスの中央アジア征服に始まるモンゴル帝国の歴史を記した網羅的な歴史書であるアラーウッディーン・アターマリク・ジュヴァイニーの『世界征服者の歴史』やラシードゥッディーンの『集史』、その他ワッサーフによる著作など、主にイルハン朝を中心としたイラン地域の歴史家によるペルシア語の歴史書には楚材の名前が一切登場せず、東アジアの漢文史料にしか名前があらわれない。
また、従来は楚材がチンギスの中央アジア遠征に随行し、様々な助言を行ったことからチンギスに参謀として仕えたとされていた。しかし、それ自体が楚材を高く評価している『元史』「耶律楚材伝」ですら、楚材がチンギスに対して天文の占いと予言以外の仕事をしたことを伝えておらず、『元史』以外の中国史料においても、書記・通訳以外の業績が一切伝わっていない。楚材自身「自分は書記であって軍国の議には預かることはできない」と自ら述べたこともある。

## 楚材の伝記史料
耶律楚材の事蹟を伝える伝記史料の中でもよく知られているものは、（1）宋子貞撰の「中書令耶律公神道碑」、（2）蘇天爵が編纂した『国朝名臣事略』所収の「中書耶律文正王」条、（3）『元史』巻146耶律楚材伝の3つである。もっとも、（2）（3）は（1）を踏まえて後代に編纂されたもののため、実際には（1）「中書令耶律公神道碑」が従来は耶律楚材の生涯を知る上で最も重要視されてきた。しかし、近年モンゴル史研究者の杉山正明は史料批判に基づいて「中書令耶律公神道碑」の抱える史料としての問題点を明らかにしている。
まず第一に、撰者とされる宋子貞は「中書令耶律公神道碑」撰文の時点でかなりの高齢であり、撰文から間もなく亡くなっていることから、この文章の本来の記述者ではないと考えられる点。実際に宋子貞は「趙衍という人物の作成した耶律楚材の『行状（故人の業績を書き記したもの）』を参考にした」ことを記している上、蘇天爵の『国朝名臣事略』に引用されている「趙衍撰行状」は現存する「中書令耶律公神道碑」とほとんど内容が変わらない。更に、『国朝名臣事略』は「李微という人物が撰述した［楚材の］墓誌」も引用しており、こちらも「中書令耶律公神道碑」とほとんど内容が変わらない。以上の点を踏まえ、杉山正明は宋子貞に「中書令耶律公神道碑」の撰述を依頼した耶律鋳はあくまで「著名な文人である宋子貞が撰者となった」という事実のみが欲しかったのであって、現実としては先行する「趙衍撰行状」「李微撰墓誌」をほぼそのまま引用する形で「中書令耶律公神道碑」の内容は作成されたのであろう、と指摘する。
第二に、「中書令耶律公神道碑」は楚材の埋葬から7年後の1278年になって作成されたとされるが、何故このような半端な時期に作成されたのかという点。この点について、杉山正明は「中書令耶律公神道碑」の作成を依頼した耶律鋳の経歴を振り返り、帝位継承戦争中に妻子を見捨ててまでクビライに味方した耶律鋳は当初高官に抜擢されていたが、内戦の終結後はアフマド・ファナーカティーに代表される実務派官僚が台頭し不遇を託っていたことを指摘する。すなわち、耶律鋳はムスリム系官僚（いわゆる「色目人」）の下風に立つ自らと漢人官僚全体の復権を願って「中書令耶律公神道碑」を作成したのだろう、と杉山正明は推測する。「中書令耶律公神道碑」で耶律楚材自身が書き記した内容と矛盾してまでムスリムを貶める箇所があるのは、このような背景に基づくものであると指摘されている。
これら2点の事実は、「中書令耶律公神道碑」が中立とはほど遠い立場から耶律楚材について語っていることを示唆する。「中書令耶律公神道碑」のもとになった文章を作成したと見られる趙衍は耶律鋳の息子耶律希亮の家庭教師であり、耶律楚材一族と極めて近しい関係にあった。更に、現存する「中書令耶律公神道碑」は元になった文章から耶律楚材にとって良い方向に改変されている形跡があり、楚材を好意的に評価する「趙衍撰行状」よりも更に過大に楚材を絶賛しているのが「中書令耶律公神道碑」であるとみられる。また、「中書令耶律公神道碑」で語られる「オゴデイの信任を受けて、思うがままに力を振るった耶律楚材」像は、「クビライも同様に漢人官僚を取り立ててもらいたい」という耶律鋳らの意図のもとに形作られたのだと考えられる。
このような背景の下作成された「中書令耶律公神道碑」は過度に耶律楚材を賞賛するだけでなく、他者の業績を剽窃したり、時には楚材自身が記した文章と矛盾してまで楚材を高く評価する。もっとも、中国における「神道碑」は故人にお追従を述べて褒めまくるものであり、杉山正明も「神道碑に記されていることが、すべて真実だと見なす事の方が、はじめから間違っている」と評している。以下に、現時点で杉山によって明らかにされている「中書令耶律公神道碑」の問題点を挙げる。
| 「中書令耶律公神道碑」の記す楚材の事蹟 | 年月         | 問題点 |
| --- | ------------ | --- |
| 宰相の子としての特別待遇を敢えて辞退し、科挙を首席で合格した。                                                                                   | 1200年代後半 | 実際に受けたのは最終試験である殿試のみで、特別待遇には変わりなかった。 |
| 中央アジア遠征中、ムスリムが予言できなかった月食を見事言い当てた。                                                                               | 1220年代前半 | 実際に月食を正確に予言できなかったのは楚材であり、この経験によって時差の存在を知って作成したのが庚午元暦であったと、楚材自ら書き記している。 |
| 「東印度国の鉄門関」に至った遠征軍が「角端」に出会ったため、これを理由に遠征を取りやめて帰還するよう楚材は進言し、チンギス・カンはこれに従った。 | 1221年       | 遠征軍が至ったのは「西インド」で「鉄門関」は中央アジアの地名であり、地理が全くの誤りである。そもそもこの逸話は『春秋』が「獲麟」で終わっていることを踏まえて、「中央アジア遠征はこれで終わり」ということを暗喩的に示しているに過ぎない。           |
| チンギス・カンの死後、燕京で頻発していた強盗を取り締まった。                                                                                     | 1228年       | 実際にはフーシン部のタガチャルがトゥルイの命を受けて行った事蹟を剽窃したものである。 |
| チンギス・カンの後継者を一刻も早くオゴデイと決めるようトゥルイを説得した。                                                                       | 1229年       | 遊牧国家の通念として、皇族以外の者が皇位継承に口出ししたとは考えがたい。 |
| オゴデイの兄チャガタイに即位式では真っ先に拝礼するよう要求し、これによって即位式は恙なく終わった。                                               | 1229年       | 『世界征服者史』は全く異なる即位式の流れを詳細に記述しており、モンゴル帝国の国体を踏まえた『世界征服者史』の記述の方がより正しいとみられる。 |
| オゴデイより中書省の印を与えられ、中書令（宰相）の地位に就いた。                                                                                 | 1231年       | 楚材は自著の中で「中書令」と称したことは一度もなく、事実宰相としての立場にはなかった。南宋側の記録では楚材はビチクチ（書記官）に過ぎず、「中書相公」と自称するが韃主（＝モンゴル皇帝）の承認を得たものではなかった、と明言する。                   |
| 金朝の首都開封が包囲されると、孔子の末裔である孔元措を初めとする文人達を保護した。                                                               | 1232年       | 開封包囲中に孔元措ら文人を引き渡すようモンゴル側から金朝に対して使者が派遣されたのは事実であるが、結局孔元措らは開封陥落まで外に出ていない。孔元措は開封の陥落後に他の城民同様に連行され、最終的に漢人世侯の厳実によって保護されたと記録している。 |
| 開封を陥落させたスブタイが城民を皆殺しにすることを求めたが、楚材がオゴデイを説得してこれをやめさせた。                                           | 1233年       | 実際にはオゴデイの医師を務めていた鄭景賢の事蹟を剽窃したものである。 |

## 楚材の虚実と毀誉褒貶
日本のモンゴル史学者、杉山正明は、著書『耶律楚材とその時代』（1996年）で楚材に関する碑文や楚材自身の書き残した文章の分析から、楚材が宰相として中国人から賞賛されたのは、楚材自身がそのような虚栄を好む小人物であったからだと結論し、楚材の人格も否定的に論評している。
一方、陳舜臣の小説『耶律楚材』（1994年）のあとがきでは、次のように記されている。
「この作品で利用した資料は、楚材の著作をはじめ、すべて漢文の文献である。モンゴル史は、漢文だけでなく、ペルシア文献も参照すべきであるが、不思議なことに、ジュワイニーやラシードなどのペルシア文献には、耶律楚材の名はまったくでてこない。なかには、彼はそれほど重要な人物ではなかったと推測する人もいる。だが、彼の詩文を読んでも、たとえば息子の鋳が15歳になったときに与えた詩に、「忝なくも位は人臣を極め」とあるように、彼がモンゴル政権の中枢にいたことはたしかである。おもうに彼の努力は、儒仏に根づいた文明と人命を、大破壊から守ることに集中されていて、戦争が上手であったのでもなく、税収の成績をあげたのでもない。イスラム史家の立場からみれば、楚材にはしるすに足る業績がなかったことになる」
しかしながら、疲弊した中国をモンゴル流の破壊から守った事や略奪的手法を収入の手段としていたモンゴル国家に税収による財政制度を整備して収奪を極力防いだ事は、民族救済のみならず元の成立基盤ともなり国家の成長に大いに貢献した事は間違いなく、やはりモンゴル史を語るには欠かせない人物の一人とされる。

## 一族

### 子
- 耶律鉉：元の監開平倉、生母・梁氏
- 耶律鋳（1221年 - 1285年）：元の中書左丞相、生母・蘇氏（蘇軾の曾孫の蘇公弼の娘）[注釈 2]
  - 耶律希亮：鋳の子

### 兄
- 耶律弁才（1171年 - 1237年）：金の奉国上将軍、武廟署令、生母・郭氏
  - 耶律鏞：弁才の子
    - 耶律志公奴：鏞の子
    - 耶律謝家奴：志公奴の弟
- 耶律善才（1172年 - 1232年）：金の都水監使、生母・郭氏
  - 耶律鈞：善才の子、元の東平路工匠長官
    - 耶律有尚：鈞の子、元の国子祭酒
      - 耶律楷：有尚の子、元の奉訓大夫、鄧州知州、生母・伯徳氏
      - 耶律朴：楷の同母弟、元の太常礼儀院奉礼郎、生母・伯徳氏
      - 耶律権：楷の同母弟、元の江南湖北道粛政廉訪司僉事、生母・伯徳氏
      - 耶律栝：楷の異母弟、元の陝西行省宣使、生母・不詳
      - 耶律検：楷の異母弟、元の将士佐郎、広源庫知事、生母・不詳